# Yuyushiki
Yuyushiki (яп. ゆゆ式 Ююсики, «В стиле Ю-Ю») — комедийная манга Коматы Миками, публикующаяся с 2008 года в Японии в формате ёнкома (четырёхкадровая манга) в журнале Manga Time Kirara. С апреля по июнь 2013 года выходил снятый по манге аниме-сериал.

## Сюжет
Сюжет повествует о трёх неразлучных подругах, вступивших в клуб обработки информации своей старшей школы. Деятельность клуба заключается в поиске в Сети различной информации на определенную тему и подведении итогов.

## Персонажи
- Юй Итии (яп. 櫟井 唯) — член клуба обработки информации. Спокойная и застенчивая девушка, из-за чего часто становится объектом шуток Юкари и Юдзуко.

Сэйю: Минами Цуда.
- Юдзуко Нонохара (яп. 野々原 ゆずこ) — член клуба обработки информации. Гиперактивная девочка, чьи сумасшедшие выходки повергают окружающих в ступор.

Сэйю: Руми Окубо.
- Юкари Хината (яп. 日向 縁) — член клуба обработки информации. Загадочная девушка из богатой семьи. Часто поддерживает Юдзуко. Подруга детства Юй.

Сэйю: Риса Танэда.
- Тихо Айкава (яп. 相川 千穂) — одноклассница девочек и староста класса. Она хочет стать подругой Юй, но убегает всякий раз, когда видит Юдзуко и Юкари.

Сэйю: Аи Каяно.
- Кэй Окано (яп. 岡野 佳) — одноклассница девочек и подруга Тихо. Она очень любит Тихо и удивляется, почему она уделяет много внимания Юй.

Сэйю: Мэгуми Хан.
- Фуми Хасэгава (яп. 長谷川 ふみ) — одноклассница девочек и подруга Тихо и Кэй. Она знает, что Кэй любит Тихо, и по этой причине часто дразнит её.

Сэйю: Мана Симидзу.
- Ёрико Мацумото (яп. 松本 頼子) — классная руководительница в классе Юй и куратор клуба обработки информации. Ученицы называют её «Мама» (яп. お母さん ока:-сан).

Сэйю: Юи Хориэ.

## Медиа-издания

### Манга
Издаётся в журнале Manga Time Kirara с 2008 года. К началу 12 года она была собрана в 12 томов в формате танкобон.
| №  | Дата публикации    | ISBN                   |
| -- | ------------------ | ---------------------- |
| 1  | 26 марта 2009 г.   | ISBN 978-4-8322-7794-6 |
| 2  | 27 февраля 2010 г. | ISBN 978-4-8322-7892-9 |
| 3  | 26 марта 2011 г.   | ISBN 978-4-8322-4006-3 |
| 4  | 27 марта 2012 г.   | ISBN 978-4-8322-4126-8 |
| 5  | 26 апреля 2013 г.  | ISBN 978-4-8322-4287-6 |
| 6  | 27 мая 2014 г.     | ISBN 978-4-8322-4442-9 |
| 7  | 27 мая 2015 г.     | ISBN 978-4-8322-4570-9 |
| 8  | 27 июня 2016 г.    | ISBN 978-4-8322-4708-6 |
| 9  | 26 августа 2017 г. | ISBN 978-4-8322-4865-6 |
| 10 | 25 января 2019 г.  | ISBN 978-4-8322-7061-9 |
| 11 | 27 августа 2020 г. | ISBN 978-4-8322-7208-8 |
| 12 | 26 ноября 2021 г.  | ISBN 978-4-8322-7321-4 |

### Аниме
Открывающую композицию «Seeno!» (яп. せーのっ! Сэ:но!, «Раз, два!») и закрывающую «Affection» (англ. Пристрастие) исполняют сэйю трёх главных героинь как юнит «Клуб обработки информации».
| Список серий | Список серий                                                                         | Список серий         |
| № серии      | Название                                                                             | Трансляция в Японии  |
| ------------ | ------------------------------------------------------------------------------------ | -------------------- |
| 01           | Now We're High School Students «Ко:ко:сэй ни наримасита» (高校生になりました)        | 9 апреля 2013 года   |
| 02           | Data Processing Club «Дзё:хо:сёри-бу» (情報処理部)                                   | 16 апреля 2013 года  |
| 03           | It's Summer Vacation! «Нацуясуми дзя:й!» (夏休みじゃーい!)                           | 23 апреля 2013 года  |
| 04           | Chairman «Иинтё:» (いいんちょう)                                                     | 30 апреля 2013 года  |
| 05           | Yui and Yukari and Yuzuko «Юй то Юкари то Юдзуко» (唯と縁とゆずこ)                   | 7 мая 2013 года      |
| 06           | First Snow Nabe «Хацуюки набэ» (初雪なべ)                                            | 14 мая 2013 года     |
| 07           | 3rd Semester! «Сан гакки!» (3学期っ!)                                                | 21 мая 2013 года     |
| 08           | We're In Our Second Year Now «Нинэнсэй ни наримасита» (2年生になりました)            | 28 мая 2013 года     |
| 09           | Majarinko «Мадзяринко» (まじゃりんこ)                                                | 4 июня 2013 года     |
| 10           | Because It's Fun «Таносий кара» (楽しいから)                                         | 11 июня 2013 года    |
| 11           | Times Like These «Ко: ю: дзикан» (こーゆー時間)                                      | 18 июня 2013 года    |
| 12           | Uneventful Good Life «Но: ибэнто гуддо райфу» (ノーイベントグッドライフ)             | 25 июня 2013 года    |
| OVA          | Annoying and Being Annoyed «Комарасэтари, комарасарэтари» (困らせたり、困らされたり) | 22 февраля 2017 года |